# ريكسوس
تأسست فنادق ريكسوس (بالتركية: Rixos)‏ عام 2000 ، وتقدم إقامة فاخرة من فئة 5 نجوم في 25 فندقًا ، 17 منها تعمل كمنتجعات على الواجهة البحرية.

## التاريخ
تأسست فنادق ريكسوس على يد فتاح تامينس في أنطاليا ، تركيا في عام 2000. وابتداءً من عام 1999 ، كان لدى تامينس شراكة مع تيفيك عارف في فندق لابادا في أنطاليا.
كانت بعض مشاريع فنادق ريكسوس نتاجًا لمشاريع مشتركة غير رسمية مع مستثمرين روس. في منتصف العقد الأول من القرن الحادي والعشرين ، تم تعيين رجل الأعمال الروسي الأمريكي فيليكس ساتر مستشارًا أول للشركة. في عام 2009 ، كان رئيس بلدية أنطاليا مندريس توريل مستشارًا رئيسيًا لشركة ريكسوس.
بحلول عام 2010 ، نمت سلسلة الفنادق لتشمل 14 عقارًا واكتسبت الاعتراف باستضافتها الرئيس التركي ورئيس الوزراء خلال عطلاتهما.
خلال الدوري التركي الممتاز 2009–10 ، كان ريكسوس الراعي لقميص نادي أنطاليا سبور التركي لكرة القدم. في عام 2012 ، وقع ريكسوس اتفاقية إعلان مع نادي أتلتيكو مدريد الإسباني لكرة القدم ، مع ظهور شعارهم على قمصان لاعبي كرة القدم.
في عام 2013 ، حصل مشروع مشترك بين شركة سيمبول إيكوبارك إنسات فاين أوتيل سيليك ، وهي الشركات التي يمتلكها ريكسوس ، على حقوق تطوير ميناء اليخوت في القرن الذهبي في اسطنبول. انضم ريكسوس إلى جلوبال أليانس للفنادق في عام 2013.
نقلت ريكسوس مقرها الرئيسي إلى دبي في عام 2014.
بوغرا بيربيروغلو هو الرئيس التنفيذي للشركة.